# Поселение Турбута-1
 Поселение Турбута-1 — древнее поселение эпохи средневековья (VIII—X веков н. э.), расположено в 3,5 километрах к юго-западу от пос. Новосветловский Октябрьского района Ростовской области. Открыто в 2006 году.

## История
Территория Ростовской области в древности была густо заселена.
Памятник архитектуры Поселение Турбута-1 эпохи средневековья (VIII—X веков н. э.), расположенный в 3,5 километрах к юго-западу от поселка Новосветловский Октябрьского района Ростовской области был открыт в 2006 году при обследовании территории в зоне строительства газопровода «КС Сохрановка — КС Октябрьская» на наличие археологических памятников.
В месте поселения проводились раскопки на площади 1 320 квадратных метров.
Для поселения была выбрана не пересыхающая летом надпойменная терраса балки Турбут. Возможно это стало причиной того, что люди основали здесь поселок. Эта местность посещалась и в другие исторические времена.
Слой эпохи поздней бронзы в раскопках был плотно насыщен находками. Среди них встречается лепная керамика срубного периода. Часть сосудов украшена орнаментами. Орнаментом были ногтевые вдавления, косые насечки, оттиски витой верёвки и др. Наряду с керамикой археологам попадались обработанные кости животных: обточенные с обеих торцов стволы растений, обломки орудий труда и множество необработанных костей животных. Было раскопаны каменные изделия — скребки и ножевидные пластины. Найдено также бронзовое шило.
В поселении исследованы обнаруженные ямы. Возможно, что это были отверстия от сгнивших столбов эпохи бронзы. На исследованной территории было раскопано несколько амфор IV века до н. э., кусок краснолакового сосуда.
В пласте, относящемся к VIII—IX векам н. э. (салтово-маяцкая культура) найдены фрагменты амфор и лепных сосудов. В том числе было найдено несколько фрагментов ручек от котлов с «ушками».
В пласте конца XIX — начала XX вв. н. э. обнаружены находки новейшего времени.